# ACP1
ACP1 (эритроцитарная кислая фосфатаза) — белок, кодируемый геном ACP1, расположенным на коротком плече 2-й хромосомы человека. Этот фермент катализирует превращение алифатических и ароматических моноэфиров ортофосфорной кислоты и проявляет активность преимущественно в эритроцитах.

## Этнический полиморфизм
В 1963 году был открыт полиморфизм гена ACP1 и обнаружено шесть основных фенотипов, определяемых аллелями АСР1*А, АСР1*В, АСР1*С. Показано, что полиморфизм кислой эритроцитарной фосфатазы может быть использован в популяционно-генетических исследованиях. Аллель АСР1*С является самым редким и встречается у европеоидов с частотой 0,03—0,07. Частота этого аллеля у монголоидов, негроидов и аборигенов Австралии значительно меньше, а в некоторых популяциях он полностью отсутствует.